# Cyclopodia ponapensis
Cyclopodia ponapensis är en tvåvingeart som beskrevs av Theodor 1959. Cyclopodia ponapensis ingår i släktet Cyclopodia och familjen lusflugor. Inga underarter finns listade i Catalogue of Life.